# فرانك أندرسون
فرانك أندرسون (بالسويدية: Frank Öivind Stefan Andersson)‏‏ (9 مايو 1956 - 9 سبتمبر 2018) هو مصارع سويدي، وكان أيضًا شخصية تلفزيونية تظهر في العديد من برامج الواقع السويدية وفي عُروض الألعاب.

## روابط خارجية
- فرانك أندرسون على موقع IMDb (الإنجليزية)
- فرانك أندرسون على موقع قاعدة بيانات المصارعة الدولية (الإنجليزية)
- فرانك أندرسون على موقع CageMatch worker (الإنجليزية)
- فرانك أندرسون على موقع اللجنة الأولمبية الدولية (الإنجليزية)
- فرانك أندرسون على موقع أوليمبيديا (الإنجليزية)
- فرانك أندرسون على موقع اللجنة الأولمبية السويدية (السويدية)